# Российский (Оренбургская область)
Росси́йский — посёлок в Октябрьском районе Оренбургской области. Административный центр Российского сельсовета.

## История
В 1966 году указом Президиума Верховного Совета РСФСР посёлок центральной усадьбы совхоза «Россия» переименован в Российский.

## Климат
| Показатель                    | Янв.   | Фев.   | Март  | Апр.  | Май   | Июнь  | Июль  | Авг.  | Сен.  | Окт.  | Нояб. | Дек.   | Год   |
| ----------------------------- | ------ | ------ | ----- | ----- | ----- | ----- | ----- | ----- | ----- | ----- | ----- | ------ | ----- |
| Средний суточный максимум, °C | −8,22  | −7,05  | −1,6  | 13,15 | 22,2  | 26,86 | 28,77 | 27,36 | 20,35 | 11,25 | 0,46  | −6,27  | 10,72 |
| Средняя температура, °C       | −11,83 | −11,21 | −4,25 | 7,49  | 15,47 | 20,14 | 22,07 | 20,5  | 14,11 | 6,53  | −2,72 | −9,72  | 5,4   |
| Средний суточный минимум, °C  | −15,44 | −15,36 | −8,34 | 1,83  | 8,73  | 13,42 | 15,36 | 13,63 | 7,86  | 1,8   | −5,89 | −13,16 | 0,07  |
| Температура воды, °C          | 0      | 0      | 0     | 6     | 17    | 22    | 23    | 22    | 18    | 8     | 2     | 0      | 10    |

## Население
| 2010 |
| ---- |
| 582  |

## Улицы
| - ул. Мира, - ул. Молодёжная, - пер. Парковый, - ул. Садовая, - пер. Солнечный, | - ул. Стадионная, - ул. Степная, - ул. Строительная, - ул. Центральная, - ул. Южная. |